# 43-тя армія (СРСР)
Со́рок тре́тя а́рмія (43 А) — загальновійськова армія у складі Збройних сил СРСР з 31 липня 1941 по травень 1946.

## Командування
- Командувачі:
  - генерал-лейтенант Захаркін І. Г. (1 серпня — 8 серпня 1941);
  - генерал-лейтенант Курочкін П. О. (8 серпня — 22 серпня 1941);
  - генерал-лейтенант Селезньов Д. М. (22 серпня — 2 вересня 1941);
  - генерал-лейтенант Богданов І. О. (ТВО, 2-5 вересня 1941);
  - генерал-майор Собенников П. П. (5 вересня — 10 жовтня 1941);
  - генерал-лейтенант Акимов С. Д. (10 жовтня — 29 жовтня 1941);
  - генерал-майор, з червня 1942 генерал-лейтенант Голубєв К. Д. (29 жовтня 1941 — 22 травня 1944);
  - генерал-лейтенант Бєлобородов О. П. (22 травня 1944 — до кінця війни).